# Saint-Victor, Cantal

Saint-Victor este o comună în departamentul Cantal, Franța. În 1 ianuarie 2022 avea o populație de 96 de locuitori.